# Armador
Armador es aquella persona o empresa naviera que se encarga de equipar, aprovisionar, dotar de tripulación y mantener en estado de navegabilidad una embarcación de su propiedad o bajo su posesión, con objeto de asumir su gestión náutica y operación. 

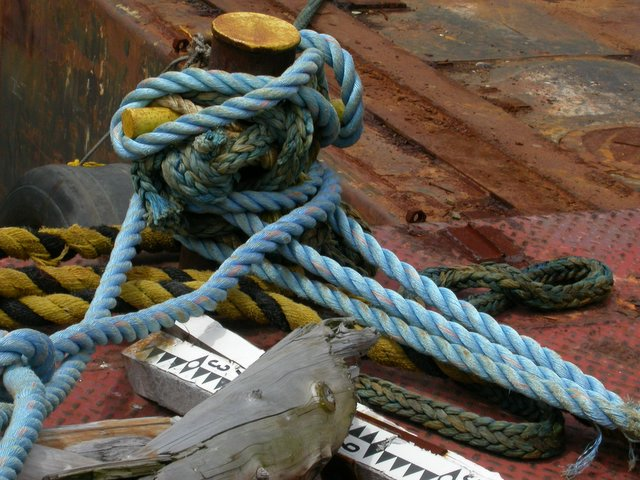
Detalle de un nudo marinero.

No es armador el propietario de una embarcación que la cede en arriendo a un tercero para que sea este quien se constituya en armador del mismo (por explotar económicamente el buque).
Tampoco es armador el naviero que toma un buque en fletamento por tiempo de su armador, aunque se dedique a su explotación económica, incluso prestando con él servicios a terceros.
Es la persona física o jurídica quien es titular del ejercicio de la navegación de un buque. Lo hace navegar por cuenta y riesgo propios.